# ノーム国勢調査地域
座標: 北緯64度44分 西経164度11分 / 北緯64.733度 西経164.183度
ノーム国勢調査地域（ノームこくせいちょうさちいき、英語: Nome Census Area）は、アメリカ合衆国アラスカ州非自治郡の国勢調査地域。州西部に位置し、ベーリング海峡を挟んでロシアと対峙する。最大都市はノーム。人口は10,046人（2020年国勢調査）で、国勢調査地域ではベセル国勢調査地域に次いで多い。

## 地理
アメリカ合衆国国勢調査局によると、面積は28,278平方マイル (73,240 km2)で、そのうち陸地は22,962平方マイル (59,470 km2)、水域は5,316平方マイル (13,770 km2)、割合は18.8パーセントである。
スワード半島を主な領域とし、セントローレンス島やダイオミード諸島（リトルダイオミード島）などベーリング海峡の島嶼を含む。また北アメリカ大陸の最西端プリンスオブウェールズ岬を擁している。なおアメリカ合衆国の最西端はアリューシャンズウエスト国勢調査地域にある。

### 隣接する行政区画
- ノースウエストアークティック郡 - 北
- ユーコン・コユクック国勢調査地域 - 東
- クシルワック国勢調査地域 - 南
- ロシア・チュクチ自治管区 - 西

## 歴史
1960年の国勢調査はノーム選挙区（Nome Election District）、1970年の国勢調査ではノーム国勢調査区（Nome Islands Division）と呼ばれた。1980年、ノーム国勢調査地域が成立した。

## 住民
2020年国勢調査によると人口は10,046人で、アラスカ州の郡および相当する行政区画では10番目に多く、また人口が1万人以上の行政区画である（次に人口が多いのは8千人台のシトカ市郡）。人種別にみるとアラスカ先住民が75パーセント、白人が14パーセントを占める。
| 人種 / 民族 (NH = 非ヒスパニック)               | 人口 2010 | 人口 2020 | % 2010 | % 2020  |
| ----------------------------------------------- | --------- | --------- | ------ | ------- |
| 白人 (NH)                                       | 1,511     | 1,393     | 15.92% | 13.87%  |
| アフリカ系アメリカ人 (NH)                       | 27        | 52        | 0.28%  | 0.52%   |
| ネイティブ・アメリカンおよびアラスカ先住民 (NH) | 7,175     | 7,508     | 75.59% | 74.74%  |
| アジア系アメリカ人 (NH)                         | 88        | 109       | 0.93%  | 1.09%   |
| 太平洋諸島系 (NH)                               | 9         | 5         | 0.09%  | 0.05%   |
| その他の人種 (NH)                               | 8         | 25        | 0.08%  | 0.25%   |
| 混血 (NH)                                       | 559       | 768       | 5.89%  | 7.64%   |
| ラテン系アメリカ人（ヒスパニック）              | 115       | 86        | 1.21%  | 1.85%   |
| 合計                                            | 9,492     | 10,046    | 100%   | 100.00% |

## 都市

### 市
- ブレビグミッション（英語版）
- ダイオミード
- エリム（英語版）
- ガンベル（英語版）
- ゴロビン（英語版）
- コユク（英語版）
- ノーム
- セントマイケル（英語版）
- サボオンガ（英語版）
- Shaktoolik
- シシュマレフ
- ステビンズ（英語版）
- テラー（英語版）
- ウナラクリート（英語版）
- ウェールズ（英語版）
- ホワイトマウンテン（英語版）

### 国勢調査指定地域
- ポートクラレンス（英語版）

### 非法人コミュニティ
- ヘイコック（英語版）
- ソロモン（英語版）

### ゴーストタウン
- ブラフ（英語版）
- カウンシル（英語版）
- ディクソン（英語版）
- キング島（英語版）
- メアリーズイグルー（英語版）
- ピルグリムホットスプリングス（英語版）
- ティンシティ（英語版）
- ヨーク（英語版）